# Harriet Taylor Mill
Harriet Taylor Mill z domu Hardy (ur. 8 października 1807 w Londynie, zm. 3 listopada 1858 w Awinionie) – brytyjska filozofka i feministka pierwszej fali. Była współpracowniczką, a od 1851 żoną filozofa Johna Stuarta Milla, który głównie pod jej wpływem zaczął popierać postulaty feminizmu (prawo wyborcze dla kobiet i równouprawnienie).

## Życiorys
Należała do znanego z radykalnych poglądów społecznych Kościoła Unitariańskiego, gdzie poznała swojego pierwszego męża. Jej znajomość z Millem zaczęła się już w 1827, gdy Taylor pomogła mu wyleczyć się z chronicznej depresji i odnaleźć cel życia w działalności społecznej i politycznej. Byli kochankami przez 21 lat (chociaż był to przede wszystkim związek intelektualny), ponieważ Taylor była wówczas żoną aptekarza Johna Taylora (z którym miała trójkę dzieci) i rozwód był niemożliwy. Mąż Taylor tolerował jej związek z Millem, a nawet zgodził się, aby zamieszkała z kochankiem. W 1869 John S. Mill wydał książkę The Subjection of Women (Poddaństwo kobiet) (napisaną prawdopodobnie wspólnie z Taylor), w której udowadniał, że odmawianie kobietom prawa do nauki i pracy zawodowej jest nielogiczne i szkodliwe społecznie. Chociaż oboje byli feministami, to Taylor miała poglądy bardziej radykalne i domagała się prawa do pracy i indywidualnej kariery zawodowej dla kobiet, podczas gdy Mill uważał, że zniesienie barier prawnych i edukacyjnych przyniesie równouprawnienie kobiet w małżeństwie, jako żon i matek. Taylor napisała wiele książek, esejów i artykułów o tematyce feministycznej, m.in. Enfranchisement of Women (Wyzwolenie kobiet) (1849). Zmarła na skutek zatoru płucnego wywołanego zaawansowaną gruźlicą.